# Almindelig robinie
Almindelig robinie eller uægte akacie (Robinia pseudoacacia) er et stort, løvfældende træ med en åben og uregelmæssig vækstform. Stammen er ofte delt i flere topskud, og hovedgrenene er udspærrede, tykke og kun svagt forgrenede. Skuddene på unge træer er tornede med "tvillingetorne" ved hvert bladar. Veddet er meget skørt, særligt i de første 5-10 år. Derfor ser man tit unge træer med knækkede grene. Både barken, rødderne, bælgene og frøene er giftige. 

## Beskrivelse
Barken er først olivengrå og glat. Senere bliver den mere grå og ru, og til sidst er den lysegrå og furet. Knopperne er spredte, men sidder usynligt forsænkede i bladarrene indtil foråret. 
Bladene er uligefinnede med elliptiske, helrandede småblade. Oversiden er mørkegrøn og lidt mat, mens undersiden er lysegrøn. Høstfarven er gul, men bladene falder hurtigt af. Blomsterne er hvide, duftende ærteblomster, der sidder samlet i korte klaser. Frøene sidder i små, brune bælge, men de modner sjældent ordentligt i Danmark.
Rodnettet består af en kraftig, dybtgående pælerod med svagt forgrenede siderødder, der til gengæld når langt ud. Som andre ærteblomstrede planter har Robinie kvælstofsamlende bakterier i knolde på rødderne. Det gør planten selvforsynende med kvælstofgødning. Træet sætter mange rodskud, især efter hård beskæring. 
Højde x bredde og årlig tilvækst: 25 x 10 m (40 x 25 cm/år).

## Hjemsted
Robinie er udbredt i den midterste del af USAs østlige og centrale dele fra Pennsylvania i nord, til Georgia i syd og Oklahoma i vest med centrum i Allegheny-bjergene, hvor den findes på tør kalk- eller sandstensbund. 
I området omkring Roosevelt i New Jersey, USA, findes arten i skove og som pionertræ sammen med bl.a. Konvalbusk, tulipantræ, amerikansk bøg, amerikansk knapbusk, amerikansk nældetræ, amerikansk platan, amerikansk vin, blyantene, brunfrugtet surbær, glansbladet hæg, hvid ask, hvid hickory, klatrevildvin, koralsumak, pennsylvansk vokspors, rødløn, skovtupelotræ, sukkerbirk, sumpeg, sumprose, virginsk ambratræ, virginsk troldnød, virginsk vinterbær, weymouthfyr og østamerikansk hemlock
| Portal | Portal:Botanik |